# Nebulosa del Águila
La nebulosa del Águila es parte del objeto astronómico catalogado como M16, es decir el objeto 16 del catálogo de Messier. M16 está conformado por la nebulosa y un cúmulo estelar abierto asociado con ella, catalogado como NGC 6611, y cuyas estrellas se aprecian en las distintas imágenes de M16. Se encuentra en la constelación Serpens (la serpiente). En una parte de la nebulosa están los "pilares de la creación", que forman una de las imágenes más populares de las obtenidas por el telescopio espacial Hubble. La nebulosa brillante de emisión (región HII) que abarca toda la zona está catalogada como IC 4703. Todo el complejo se encuentra a 7000 años luz.
Su magnitud conjunta en banda B (filtro azul) es igual a la 6,58, su magnitud en banda V (filtro verde) es igual a la 6,0; telescópicamente aparece como un parche grisáceo que solo con telescopios medianos presenta una forma definida. Sin embargo, el cúmulo asociado puede verse incluso con binoculares, con la estrella más brillante (HD 168076) teniendo una magnitud aparente de 8,24 y siendo en realidad una estrella doble formada por una estrella de tipo espectral O3.5V acompañada por una compañera de espectro O7.5V.
De su velocidad radial, 18,00 km/s, se deduce que se aleja de la Tierra a más 64 800 km/h. Esta velocidad está originada por los movimientos orbitales del Sol y de M16 alrededor del núcleo de la Vía Láctea.
Se estima que el cúmulo contiene 460 estrellas, las más brillantes de tipo espectral O con una masa estimada en alrededor de 80 masas solares y una luminosidad del orden de un millón de veces la del Sol. Se ha calculado que su edad es de alrededor de 1-2 millones de años.
El famoso nombre que se le da a los pilares de esta nebulosa ("Los Pilares de la Creación") es por el grandioso hecho de que en esta nube de gases nacen (cada tanto) estrellas jóvenes. En contra parte, fallecen también muchas estrellas, aunque sus restos luego se vuelven parte de nuevos y brillantes astros. Los investigadores también han denominado a "Los Pilares de la Creación" con el singular apelativo de: "trompas de elefante", debido al extraordinario aspecto que presentan al ser observados dentro de la ventana del rango visible del espectro electromagnético. Los pilares oscuros se pueden visualizar utilizando telescopios reflectores, cuyo espejo primario tenga como mínimo un diámetro de 12 pulgadas.

## Características
La nebulosa del Águila es parte de una nebulosa de emisión, o región H II, catalogada como IC 4703. Esta región de activa de creación de estrellas se ubica a unos 7000 años luz de distancia. La columna de gas de la última imagen mide 9,5 años luz de largo, aproximadamente 90 billones de kilómetros.
El grupo asociado a la nebulosa contiene aproximadamente 8100 estrellas, que están mayormente concentradas en la zona al noroeste de los pilares.

## Referencias culturales

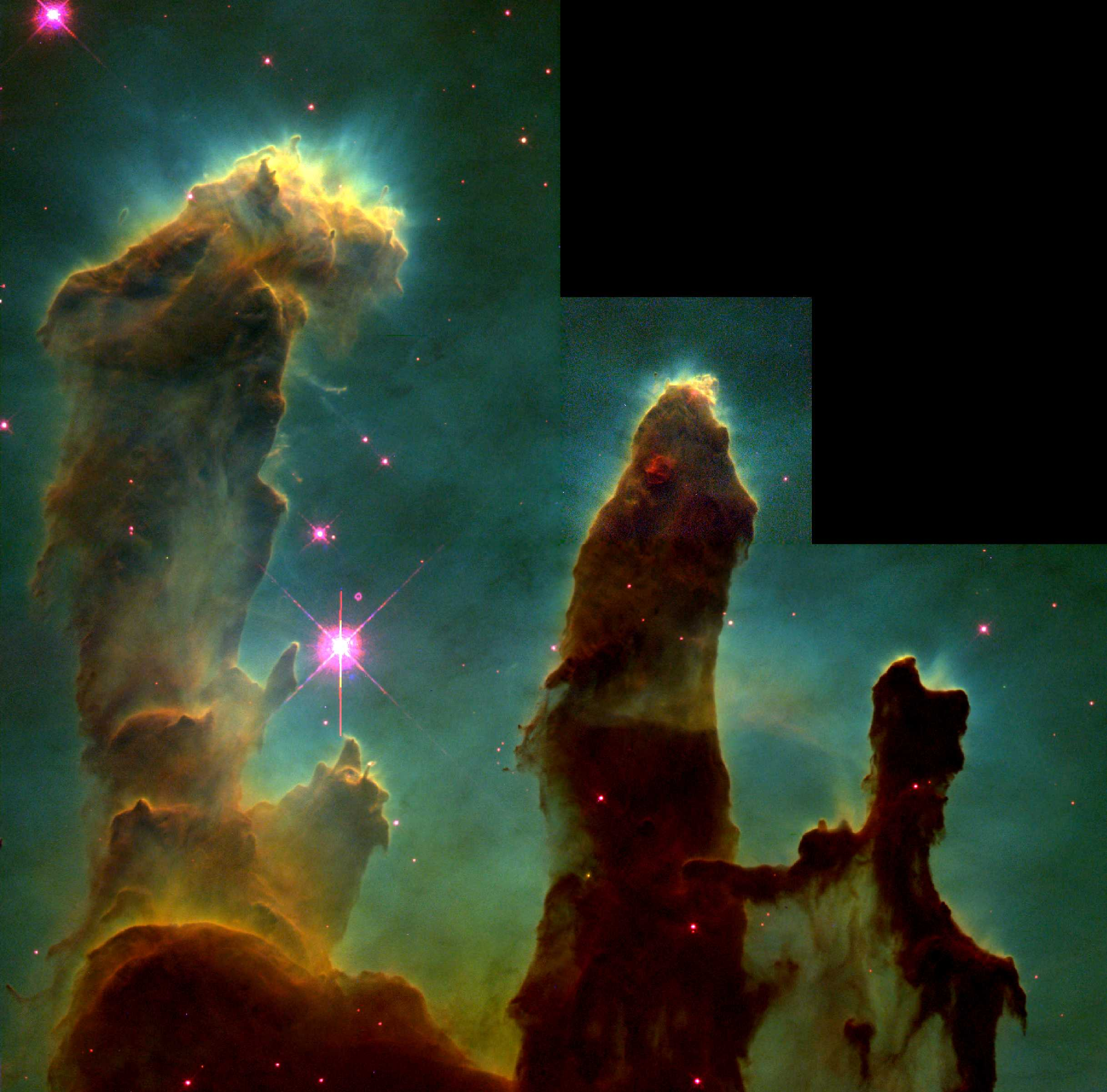
Los Pilares de la creación como fueron vistos por la Cámara Planetaria y de Gran Angular 2 del telescopio espacial Hubble. La combinación de colores de esta imagen (rojo para la emisión de azufre ionizado, verde para la emisión de hidrógeno y azul para la emisión de oxígeno doblemente ionizado) ha pasado a ser conocida como paleta Hubble y ha sido ampliamente difundida en la fotografía astronómica del cielo profundo.

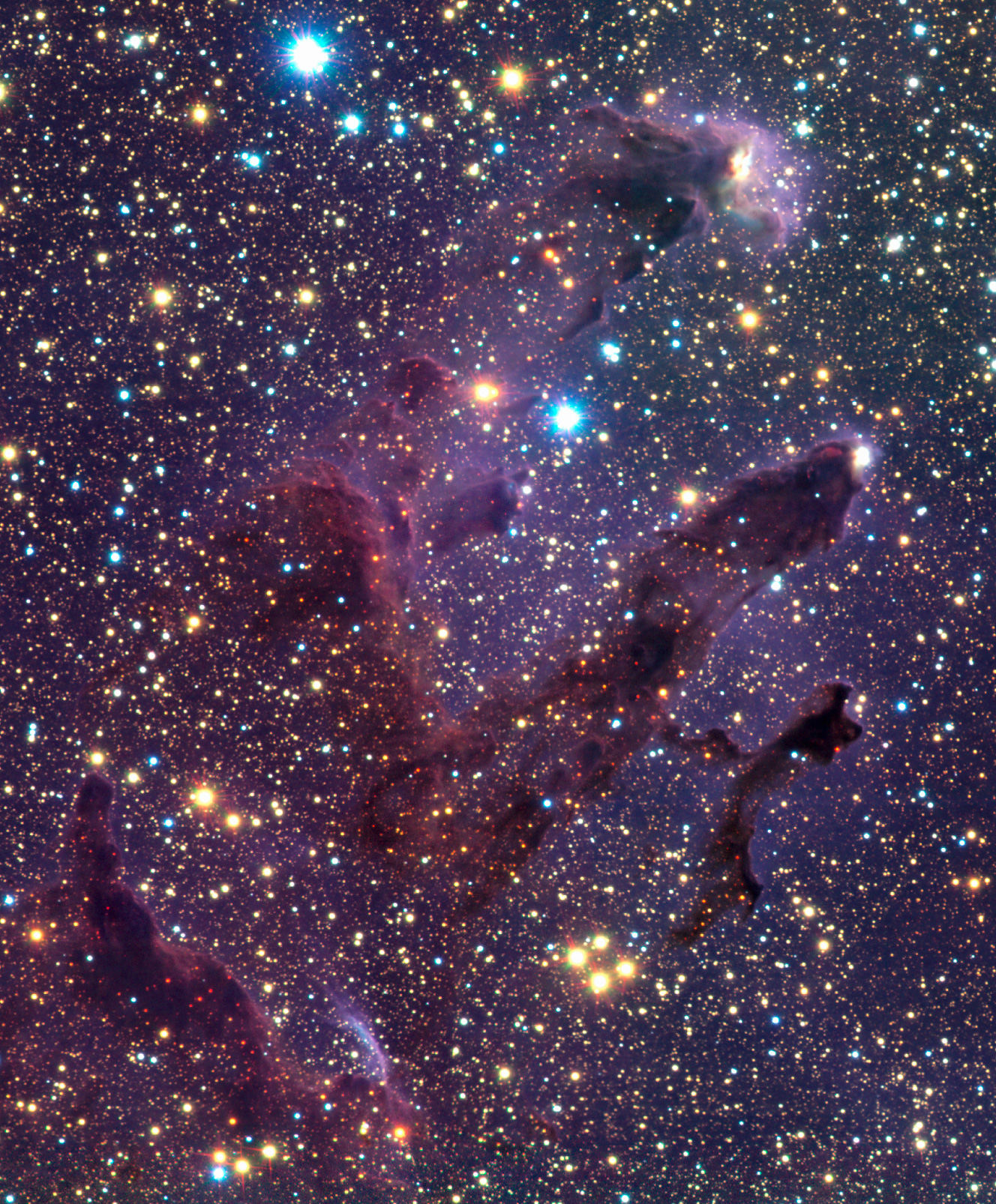
Visión en el infrarrojo cercano de los Pilares de la creación en M16. Imagen obtenida con la cámara ISAAC del telescopio VLT, Observatorio Europeo Austral en Cerro Paranal, Chile.

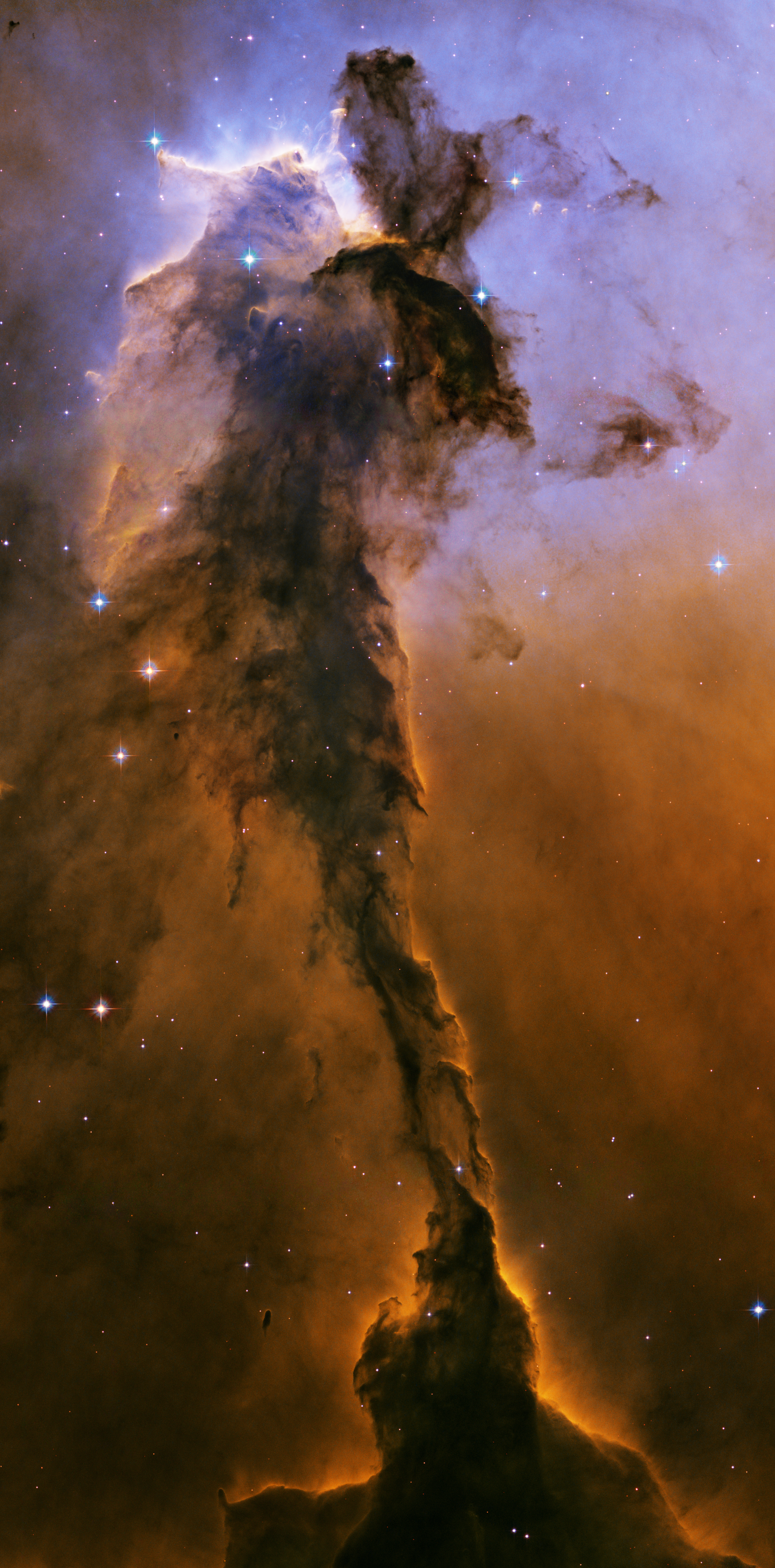
Pilar retorcido de polvo y gas molecular en M16. Imagen obtenida con la Cámara avanzada para sondeos (ACS) del telescopio espacial Hubble, cortesía NASA/ESA.